# Pure Gym Denmark
Pure Gym Denmark A/S (før maj 2023 Fitness World, i markedsføring blot PureGym) er en dansk fitnesskæde med hovedsæde i Valby i København, der på et tidspunkt havde 171 fitnesscentre over hele landet og mere end 470.000 medlemmer. I 2016 omsatte kæden for over 1 milliard kroner og beskæftigede over 3.500 ansatte. 
 Dermed var kæden Danmarks største og ottendestørst i Europa.
I januar 2020 blev det oprindelige Fitness World solgt til den britiske fitnesskæde PureGym, og centrene begyndte pr. maj 2023 et navneskift til PureGym.

## Historie
Virksomheden blev stiftet som Fitness World i 2005 og var indtil 2023 ejet af Henrik og Sophie Bensimon Rossing. Kæden åbnede sit første center i 2005 på Gasværksvej i København, og åbnede eller overtog siden har siden centre i hele landet. Den største koncentration af Fitness World-centre var i København, hvor omkring en femtedel af centrene lå, efterfulgt af Aarhus, Aalborg og Odense.
Fitness World erklærede fra starten priskrig mod de markant dyrere konkurrenter som eksempelvis fitness dk ved at tilbyde medlemskab til 199,- kroner om måneden - og det vel at mærke uden bindingsperiode. Det fik i 2008 andre fitnesscentre til at fjerne bindingerne på deres medlemskaber. Ved indgangen til 2009 hævede Fitness World priserne og forlod dermed lavprissegmentet. 
Fitness World opkøbte i 2008 Sportsclub-kæden, der omfattede seks centre i Storkøbenhavn og Nordsjælland. I september 2009 blev Equinox Fitness også opkøbt, hvilket dermed gjorde Fitness World til Danmarks største fitnesskæde foran Fitness dk og efterfølgende har Fitness World også overtaget aktiviteterne i den sjællandske fitnesskæde, Enjoy Fitness. Endelig købte Fitness World konkurrenten Fitness One i december 2011. Med virkning fra januar 2013 overtager Fitness World de seks centre i SATS-kæden, der dermed trækker sig fra det danske marked. Den 19. december 2014 annoncerede Fitness World, at man havde opkøbt lavpriskonkurrenten Fresh Fitness med virkning fra januar 2015 . 
Fitness World blev i 2020 solgt til britiske PureGym og skiftede navn til Pure Gym Denmark i 2023.